# Rufus (médecin)
Pour les articles homonymes, voir Rufus (homonymie).

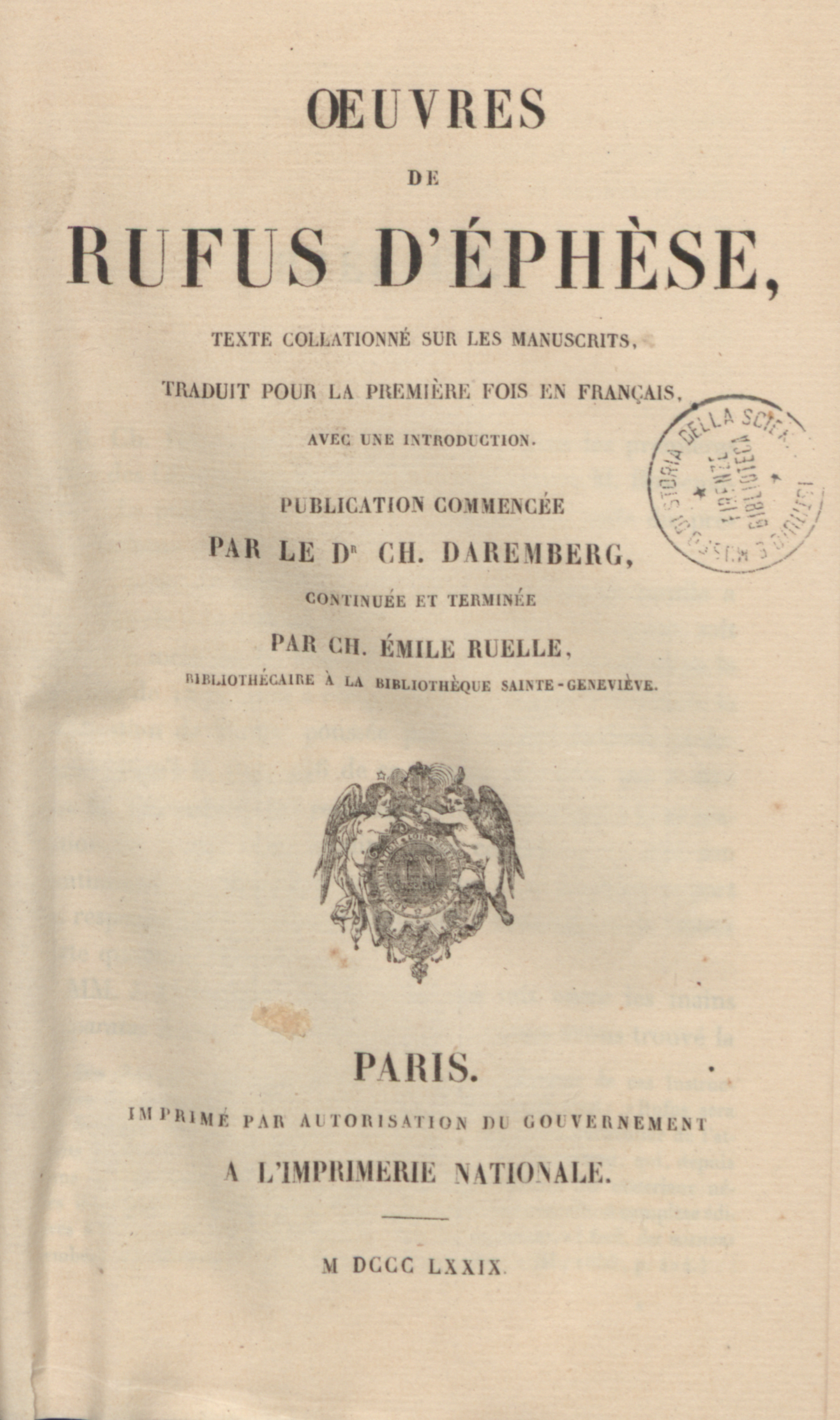
Œuvres, 1879.

Rufus d'Éphèse est un médecin grec né aux environs de 80 à Éphèse et mort vers 150, qui vivait donc probablement du temps de Trajan (vers 110). Galien aurait beaucoup emprunté à ce clinicien remarquable et auteur prolifique, mais dont l'œuvre est en grande partie perdue, 

## Biographie
Sa vie est très mal connue et les données contradictoires. Selon la Souda, Il aurait vécu sous le règne de Trajan vers l'an 100 ou 112, d'autres le situent vers 50, mais il y aurait confusion avec d'autres Rufus. 
D'après son nom, Rufus serait né à Éphèse en Asie mineure (Turquie actuelle). Il vécut un temps en Égypte, probablement pour étudier la médecine à Alexandrie. 
Ses remarques médicales sur l'état général d'un pays et ses maladies spécifiques comme le ver de Guinée (dracunculose), sur ses patients et sur ce qu'il a vu, se rapportent toutes au sud de l'Asie Mineure. Il n'aurait jamais été à Rome. 

## Œuvres

### Transmission
Les livres grecs les plus anciens prenaient la forme d'un long rouleau continu, difficile à consulter. À partir du IIe siècle, ils sont progressivement remplacés par un codex, manuscrit sous une forme comparable à un livre moderne. La plupart des textes non transcrits dans le nouveau format ont été perdus.
Vers le IXe siècle, l'ancienne graphie du grec ancien (carrée et majuscule) est remplacée par une nouvelle (ronde et minuscule) avec des abréviations. Les livres les plus souvent recopiés étaient les textes jugés les plus utiles par rapport à leur volume, ou de plus grande autorité. C'est aussi à cette époque que des textes de Rufus d'Éphèse ont disparu.
Des textes, fragments ou citations ne sont connus que par leur version arabe, Rufus d'Éphèse étant une référence pour la médecine arabe. D'autres textes ne sont connus qu'en latin. Plusieurs fragments (larges extraits ou citations importantes) sont retrouvés dans les œuvres de Galien, d'Oribase, d'Aétius, d'Alexandre de Tralles, de Paul d'Égine, de Rhazès, d'Ibn-al-Baitar.
Ces textes ont d'abord été publiés en latin dans la traduction de Giunio Paolo Crasso (?-1574), médecin helléniste de Padoue, à Venise, 1552. Le texte grec a été publié par Jacques Goupil, Paris, 1554 et par W. Rinch, Londres, 1726. Littré (1844) et Daremberg (1846) en ont trouvé de nouveaux fragments.
Depuis, plusieurs écrits de Rufus d'Éphèse ont été découverts ou redécouverts en version médiévale arabe, dans des collections ou bibliothèques du Moyen-Orient.

### Titres
À la Renaissance, trois textes, les seuls qui ont survécu en grec, sont imprimés en Occident, en grec ou traduction latine :

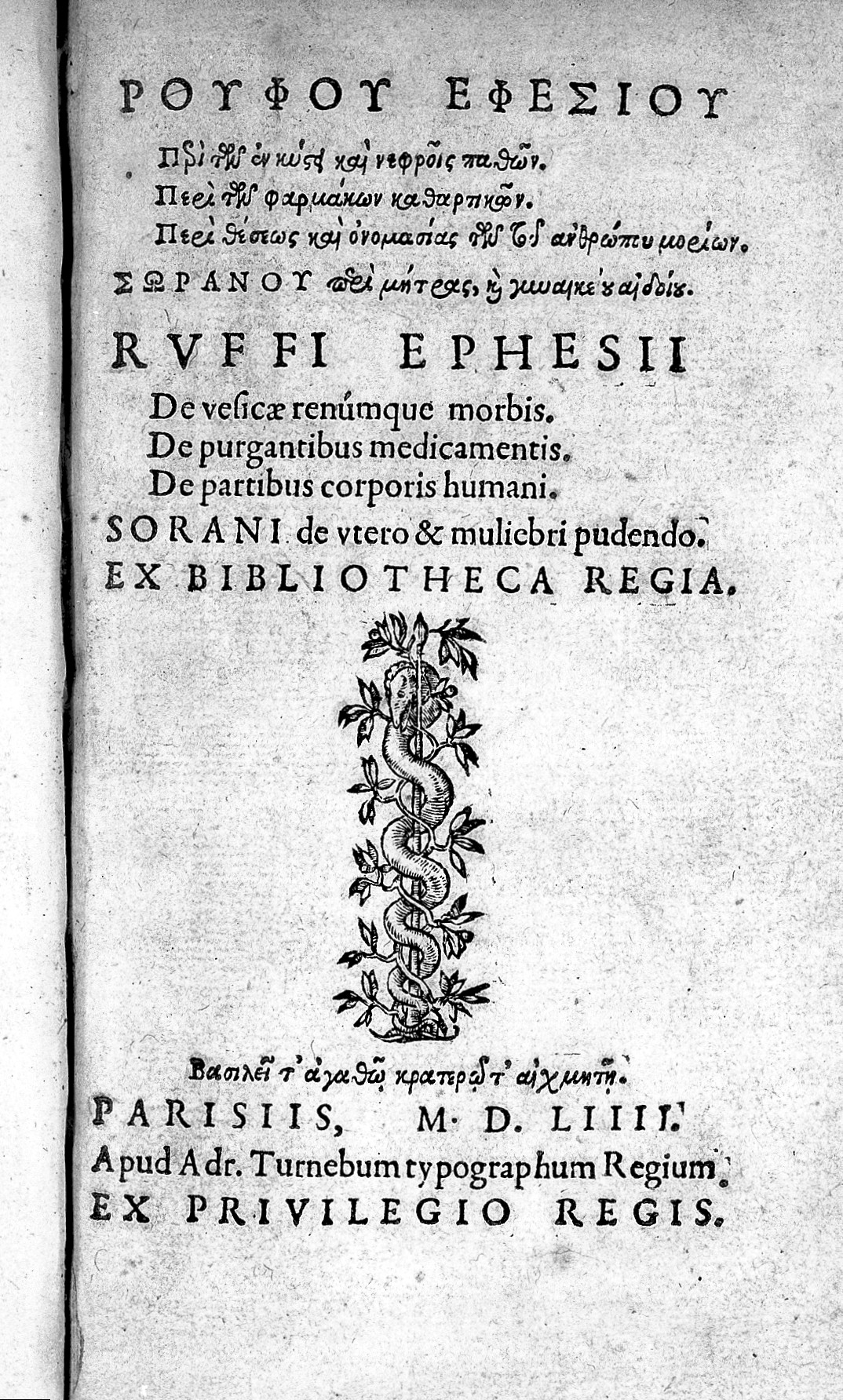
Textes de Rufus d'Éphèse, édités par Goupil et imprimés par Turnebe, Paris, 1554

Des parties du corps humain (De corporis humani appellationibus). Il s'agit d'un livre de  nomenclature anatomique pour les débutants en études médicales. Selon Rufus : « le forgeron, le cordonnier et le charpentier apprennent d'abord à nommer les métaux, outils et les choses semblables. Pourquoi devrait-il en être autrement dans les arts plus nobles ? ».  Il reconnaît deux ordres de nerfs, ceux du sentiment et ceux du mouvement (sensitifs et moteurs). Il mentionne aussi les tubes utérins qui s'ouvrent dans la matrice, qui seront appelées trompes de Fallope. Il est l'un des premiers à décrire le chiasma optique.
Des maladies des reins et de la vessie (De renum et vesicae morbis) est édité avec un fragment sur les médicaments purgatifs, notamment l'hellébore, provenant d'un grand ouvrage perdu de thérapeutique.
De l'interrogatoire (Quaestiones medicinales). Sur la meilleure façon de questionner un malade pour avoir des informations sur sa vie et sa santé.
À partir du XVIIe siècle, d'autres textes (uniquement en latin ou en arabe) sont retrouvés ou publiés :
De la gonorrhée (De venereis).
De la mélancolie (De melancholia). Il est considéré par Galien comme le meilleur ouvrage sur le sujet. Rufus d'Éphèse note les symptômes digestifs après un début maniaque. La méditation continue et la tristesse font survenir la mélancolie qui entraine la fuite solitaire et la crainte de dangers imaginaires. Les mélancoliques ont des songes plus que les autres et prévoient l'avenir. Le médecin expérimenté doit distinguer entre la misanthropie morbide et la retraite du sage.
Du satyriasis. Il s'agit d'une maladie déjà mentionnée par Aristote (Génération des animaux) : une déformation de la face par enflure ou gonflement, ressemblant au visage d'un satyre (interprétations  multiples selon les médecins modernes), à laquelle s'ajoute l'idée que de tels malades « sont pris d'ardeur pour le coït ».
De la goutte (De podagra).
De la jaunisse (De ictero).
Pour le profane ou encore Pour ceux qui n'ont pas de médecin à proximité. Il s'agit d'un manuel d'automédication pour les affections courantes avec des conseils de diététique préventive. Un grand nombre d'extraits ou de citations ont été conservés par les auteurs arabes.
Achat des esclaves sur le risque et l'inutilité d'acheter des esclaves en mauvaise santé, par exemple les difformes ou ceux qui ont un écoulement de l'oreille.
Observations médicales. Découverte la plus récente d'un texte en arabe (publié en 1978 avec traduction allemande). Il s'agit d'études de cas : 21 descriptions de malades (dont plusieurs mélancoliques) compilées au XIe siècle.
On lui doit aussi un poème grec en hexamètres sur la botanique médicale, et un fragment constituant peut-être une des plus anciennes mentions d'un bubon pesteux. Parmi les ouvrages perdus figurent des traités sur la diète, sur la thérapeutique, sur les remèdes, sur les tumeurs et excroissances. Un traité sur le pouls (manuscrit anonyme en latin du VIIe siècle ou VIIIe siècle) lui a été attribué par Littré.

## Influence
Ses écrits ont eu une grande influence en leur temps. Il est l'un des rares à avoir l'estime de Galien  qui le met au rang des plus habiles médecins, mais sans reconnaitre tout ce qu'il lui doit. Selon Nutton, Galien « sait se montrer très éloquent sur les croyances de ses adversaires [pour les critiquer], mais il l'est beaucoup moins pour dire ce qu'il s'est approprié de ceux avec qui il était d'accord ».
Pour la médecine arabe, il est la troisième autorité grecque après Hippocrate et Galien. Son influence aux Xe et XIe siècles est telle que les auteurs arabes qui s'y réfèrent sont appelés rawafisa (ceux qui suivent les avis de Rufus d'Éphèse).
Au XIXe siècle, Philippe Pinel et Esquirol mentionnent encore les textes de Rufus sur la mélancolie.

## Doctrine et pratiques
Rufus d'Éphèse est considéré comme un médecin « hors secte », c'est-à-dire ne se rattachant pas à un courant médical particulier de l'Antiquité. C'est un médecin hippocratique qui insiste plus particulièrement sur la compréhension individuelle du patient. Pragmatique, il ne se préoccupe guère de théorie, évitant les polémiques sur ce point. S'il utilise la théorie humorale, c'est pour la justifier par un résultat et non pas par un discours.
En anatomie, il regrette les temps anciens où la dissection humaine était possible (aux temps d'Hérophile et d'Érasistrate). Il doit se référer aux dissections animales et à l'anatomie de surface des esclaves.
Rufus d'Éphèse pense que tous les individus sont très différents. Le diagnostic n'est qu'une étape provisoire, le but de la médecine étant d'adapter exactement le remède au malade. Dans son texte De l'interrogatoire, il traite longuement de l'anamnèse, qui vise à découvrir tout ce qu'un malade en particulier peut apprendre au médecin : son cadre de vie (l'air et les eaux), son cadre social, ce qu'il mange et ce qu'il boit, ses habitudes et ses mœurs, et même ses rêves.  Selon lui, la recherche de ces circonstances particulières peut amener à découvrir des maladies et des remèdes propres à la région où vit le malade. Enfin, le discours du patient, par son articulation, son phrasé, sa cohérence... est en lui-même un signe de diagnostic. La vérité n'est ni dans le médecin, ni dans le patient, mais dans leur dialogue.
Sa thérapeutique est dominée par les conseils de santé et la diététique préventive. Il n'hésite pas aussi, si nécessaire, à utiliser des médicaments redoutables comme l'hellébore, car il pense en maîtriser les effets, dans la manie, la mélancolie, l'épilepsie ou la goutte... À cette époque, par rapport à Hippocrate, l'utilisation de l'hellébore apparait comme un progrès thérapeutique qui frappe les imaginations. Il fait l'éloge du vin, comme remède de la douleur et du chagrin : « Celui donc qui en boit modérément peut être joyeux et accueillant ».
On cite aussi le cas d'un malade qui s'imaginait qu'il n'avait pas de tête (genre de délire connu aujourd'hui sous le nom de syndrome de Cotard) et que Rufus guérit en l'obligeant à porter un chapeau de métal.
Rufus d'Éphèse est l'un des premiers à distinguer des conseils et soins particuliers à des groupes sociaux : voyageurs, personnes âgées, tout-petits (conseils aux nourrices), homosexuels, esclaves,... Selon Nutton, « sa sympathie pour les malades apparait clairement (...) le matériau qui a survécu au filtrage opéré par les siècles montre son pragmatisme en tant que médecin dans ses rapports avec des patients de toutes sortes ».

### Éditions anciennes
- La première édition de ses œuvres paraît dans la traduction latine de Giunio Paolo Crasso, à Venise, 1552. Une édition grecque parait à Paris en 1554, publiée par Jacques Goupil, imprimée par Turnebe. Ces textes sont repris par plusieurs éditeurs à Venise 1555 par Crasso ; Paris, 1567 par Henri Estienne ; Bâle, 1581 par J. Goupil ;  Londres, 1726, par W. Rinch.
- En 1806, l'helléniste saxon Matthaei publie une édition à Moscou, intitulée Ruffi Ephesii opuscula et fragmenta graeca, une édition très rare, car la majorité des exemplaires ont été détruits dans l'incendie de Moscou[3].
- Émile Littré publie des traductions de Rufus d'Éphèse dans plusieurs revues.

### Éditions modernes
- Opera. Édition bilingue (grec-français). Traduction de C. Daremberg, édition de E. Ruelle, Paris, 1879. Réimprimé à Amsterdam, 1963.
- De corporis humani appellationibus. Daremberg et Ruelle, Paris 1879. G. Kowalski, Göttingen 1960. Réimprimé à Amsterdam 1963.
- De renum et vesicae morbis. Daremberg et Ruelle, Paris, 1879. Réimprimé à Amsterdam, 1963. Traduction en allemand par A. Sideras, Berlin, 1977.
- De podagra. Daremberg et Ruelle, Paris, 1879. H. Morland, Oslo 1933. Réimprimé à Amsterdam 1963.
- Quaestiones medicinales. Traduction en Allemand par R. von Töply, Wiesbaden 1904 ; par A. Gärtner, Berlin, 1962. Traduction en anglais par A. Brock, Londres 1929. Traduction en italien par G. Gentili, 1969.
- De melancholia. Traduction en italien par A. Sacino, Rome, 1969.
- Observationes medicae. Traduit en allemand par M. Ullmann, Wiesbaden, 1978.
- De ictero. Traduit en allemand par M. Ullmann, Wiesbaden, 1983.